# 池田平作
池田 平作（いけだ へいさく、1885年（明治18年）4月12日 - 1935年（昭和10年）9月21日）は、大正・昭和期の日本海軍の軍人。連合艦隊主計長、海軍経理学校教官、横須賀鎮守府軍需部長などを歴任した。最終階級は海軍主計少将。

## 略歴
静岡県出身。静岡県立静岡中学校に学ぶ。静岡中学時代は野球部に所属した。東京帝国大学法科大学卒業。
1911年7月、中主計任官､経理学校乙種学生。1912年3月、浪速乗員、7月、横須賀水雷団付、10月、第2駆逐隊付、12月、横須賀水雷団付。1913年4月、第1駆逐隊付、8月、主計長心得。12月、大主計､嵯峨主計長。1915年2月、佐世保経理部第1兼第2課員。1917年2月、第2特務艦隊司令部付。1918年9月、佐世保鎮守府付、佐世保経理部衣糧科員。1919年9月、主計大尉。1919年12月、主計少佐､経理学校高等科学生。1920年12月、経理学校教官兼監事。1922年3月、浅間主計長。1923年5月、燃料廠採炭部員。1923年12月、主計中佐。1924年5月、軍需局第1兼第2課員兼経理学校教官。1926年6月、造船造兵監督会計官(-1928年4月10日までイギリス出張)。
1928年10月、艦政本部出仕(総務部第2課)、12月、横須賀鎮守府付、主計大佐、横須賀海軍工廠会計部計算課長。1929年11月、横須賀鎮守府付、火薬廠会計部長、12月、第1艦隊兼連合艦隊主計長。1930年12月、軍需局第3課長兼技術会議員兼経理学校教官。1932年12月、経理局第2課長兼技術会議員。1934年11月、主計少将、横須賀軍需部長。1935年9月21日、死去(50歳)。